# Ignacio García López
Ignacio García López (Madrid, 5 de septiembre de 1924-ibidem, 20 de diciembre de 2017) fue un político español que desempeñó diversos cargos durante la dictadura franquista y la Transición, con los de último ministro-secretario general del Movimiento y senador por designación real.

## Biografía
Hombre muy vinculado a Adolfo Suárez, durante la dictadura de Francisco Franco fue jefe central de la Organización Juvenil Española, y en distintos momentos ejerció como gobernador civil en las provincias de Pontevedra, Oviedo y Vizcaya. En 1965, con el Sindicato Español Universitario (SEU) congelado por el gobierno, Ignacio García López fue nombrado Delegado Nacional-Comisario para el SEU. Hasta su desaparición, en 1970, García López ejerció discretamente este cargo.
En diciembre de 1975, cuando Adolfo Suárez fue nombrado Ministro-Secretario general del Movimiento, ocupa el cargo de vicesecretario general del Movimiento. El 7 de julio de 1976 Suárez pasó a ocupar la Presidencia del Gobierno, sucediéndole Ignacio García al frente de la Secretaría general del Movimiento, acometiendo la tarea de disolver el partido único. En abril de 1977 la Secretaría General del Movimiento fue suprimida e Ignacio García López continuó en el Gobierno como Ministro-Secretario general del gobierno. Poco antes de la disolución del partido único, García López habría dado orden a las jefaturas y delegaciones provinciales de la antigua FET y de las JONS de que los archivos fueran destruidos.
El 15 de julio de 1977 pasa a ser senador por designación real.
En 1979 era coordinador del partido Unión de Centro Democrático (UCD) en Madrid.
- Bardavío, Joaquín; Sinova, Justino (2000). Todo Franco. Franquismo y antifranquismo de la A a la Z. Barcelona: Plaza & Janés.
- Figuero, Javier (1981). UCD: La empresa que creó Adolfo Suárez. Grijalbo.
- Subirats, Josep; Díez de Velasco, Manuel (2003). Entre vivencias: la Guerra Civil, las prisiones franquistas, la transición y la Unión Europea. Viena.
- Martín-Cabrera, Luis (2011). Radical Justice. Spain and the Southern Cone Beyond Market and State. Bucknell University Press. ISBN 978-1-61148-356-7.
- Morán, Gregorio (1982). Los españoles que dejaron de serlo: Euskadi, 1937-1981. Planeta.
- Morán, Gregorio (2009). Adolfo Suárez: Ambición y destino. Random House Mondadori.
- Ortiz, Manuel (2006). Adolfo Suárez y el bienio prodigioso (1975-1977). Planeta.
- Urquijo Goitia, José Ramón (2008) [2001]. Gobiernos y ministros españoles en la edad contemporánea. Madrid: CSIC.

| Predecesor: Antonio Chozas Bermúdez | Vicesecretario general del Movimiento 26 de diciembre de 1975 - 16 de julio de 1976 | Sucesor: Eduardo Navarro Álvarez |
| Predecesor: Adolfo Suárez           | Ministro-Secretario general del Movimiento 7 de julio de 1976 - 7 de abril de 1977  | Sucesor: Cargo suprimido         |

- Datos: Q3391142